# Pinnye
Pinnye es un pueblo húngaro perteneciente al condado de Győr-Moson-Sopron, distrito de Sopron.

## Superficie
Cuenta con una superficie de 8,64 kilómetros cuadrados.

## Demografía
Hasta 2023 la población era de 316 habitantes, con una densidad de población de 36,57 habitantes por kilómetro cuadrado.
| Gráfica de evolución demográfica de Pinnye entre 2018 y 2023 |
|                                                              |
| Datos según la Oficina Central de Estadística de Hungría.    |